# Zani Çaushi
Zani Çaushi właśc. Myrteza Çaushi (ur. 1971 we Wlorze) – albański przestępca.

## Życiorys
Do 1997 był pospolitym przestępcą we Wlorze, który po ucieczce z więzienia w Grecji miał powrócić do Albanii. W 1997, w czasie rewolucji piramidowej, która ogarnęła Albanię, obrabował magazyny z bronią i stanął na czele grupy przestępców. Stał się sławny, kiedy oddziały rządowe w marcu 1997 dotarły do rzeki Vjosy, a Çaushi wraz z podległymi mu ludźmi zapowiedział, że nie dopuści ludzi Berishy do jego rodzinnego miasta.
W czerwcu 1997 Tom Walker, korespondent The Times nazwał Çaushiego "sułtanem Wlory" twierdząc, że jego ludzie przejęli kontrolę nad całym miastem, a w jego prywatnym arsenale znajdują się granatniki przeciwpancerne i karabiny maszynowe. W czasie nadzorowanej przez Włochów Operacji Alba ludzie Çaushiego napadali na ciężarówki przewożące żywność i sami ją dystrybuowali wśród miejscowej ludności.
W 1999 w walkach gangów we Wlorze zginęli jego dwaj bracia, a on sam musiał salwować się ucieczką do Grecji. Schwytany dzięki współpracy RENEA i policji greckiej, stanął przed sądem i został skazany na 102 lata więzienia za zabójstwa. Udało mu się uciec z więzienia, ponownie schwytany na terytorium Albanii stanął przed sądem w 2008. Skazany na karę dożywotniego więzienia, odbywł karę w więzieniu w Burrelu. Tam też w styczniu 2009 zawarł związek małżeński z Arjaną Panxhą. Kilka lat później trafił do więzienia o zaostrzonym rygorze w Drenove.
W 2021 Sąd Okręgowy w Korczy odrzucił prośbę Çaushiego o przedterminowe zwolnienie.